# Bolivijská vlajka

Bolivijská národní vlajka
Poměr stran: 15:22

Bolivijská státní vlajka
Poměr stran: 15:22

Bolivijská válečná vlajka
Poměr stran: 15:22

Bolivijská námořní válečná vlajka
Poměr stran: 2:3

Vlajka Bolívie byla přijata v roce 1851. Skládá se ze tří vodorovných pruhů: červeného, žlutého a zeleného. Na státní vlajce je ve středu žlutého pruhu umístěn státní znak.
Červená barva symbolizuje statečnost bolivijských vojáků, žlutá nerostné bohatství a zelená znamená úrodnost země.

Bolivijská lodní vlajka (Naval Jack) Poměr stran: 1:1

## Historie
Území současné Bolívie  (oficiálně Bolivijského mnohonárodnostního státu) bylo až do 30. let 16. století součástí Incké říše. Poté bylo dobyto Španěly a roku 1542 se stalo součástí  Místokrálovství Peru a od roku 1776 součástí Místokrálovství Río de la Plata pod názvem Horní Peru. 9. prosince 1824 bylo Horní Peru osvobozeno Bolívarovým generálem  Antoniem José de Sucrem. 6. srpna 1825 byla v Chuquisace (dnešní Sucre) vyhlášena nezávislost a země pojmenována Bolívie. 17. srpna byla prvním ústavním zákonem stanovena kongresem první bolivijská vlajka. Tato vlajka byla tvořena třemi horizontálními pruhy v poměru 1:2:1 – zeleným, červeným a zeleným. V červeném pruhu bylo umístěno pět žlutých pěticípých hvězd, obklopených (každá z nich) olivovou a vavřínovou ratolestí. Hvězdy symbolizovaly tehdejší provincie: Chuquisaca, La Paz, Potosí, Cochamba a Santa Cruz.
Zjednodušená (národní) vlajka měla pouze jednu, o něco větší hvězdu (i s ratolestmi).
25. července 1826 byla tato vlajka změněna: zelený pruh byl nahrazen žlutým a do středu červeného pruhu byl mezi vavřínovou a olivovou ratolest umístěn státní znak.
Zákonem z 30. listopad byly šířky pruhu sjednoceny (obrázky však mají stejnou šířku pruhů již ve variantě z roku 1826!) a barva pruhů změněna na červeno-žluto-zelenou. Většina historický a vexilologických zdrojů se přiklání k variantě vlajky bez státního znaku ale existuje i varianta se znakem.
Současná vlajka (a znak) byla (až na drobné detaily) potvrzena dekretem z 14. července 1888. Státní vlajka má od tohoto data uprostřed žlutého pruhu státní znak, který se ale mnohokrát změnil (od roku 1888 do roku 1968 minimálně třiatřicetkrát, vesměs v detailech). Poměr stran vlajky byl určen na 2:3, v současnosti se ale uvádí 15:22.

Bolivijská státní vlajka (1825–1826)
Bolivijská národní vlajka (1825–1826)
Bolivijská státní vlajka (1826–1851)
Bolivijská národní vlajka (1826–1851)

Přestože v Bolívii proběhlo množství převratů (země v tomto drží rekord), politické změny neměly na vzhled vlajky prakticky žádný vliv.

## Den vlajky
Den vlajky (jeden z bolivijských státních svátků) se slaví 17. srpna. Připomíná den v roce 1825, kdy byla prvním ústavním zákonem (po vyhlášení nezávislosti 6. srpna) stanovena kongresem první bolivijská vlajka.

## Wiphala Qullasuyu
Od roku 2009 je v Bolívii, vedle tradiční vlajky, státním symbolem   i tzv. Wiphala Collasuyu – původně vlajka jižní části Incké říše, která zahrnovala území dnešního jižního Peru, Bolívie, severního Chile a severozápadní Argentiny. Vlajka plní funkci ajmarské národní vlajky.
Někdy je uváděno, že jde o vlajku jihoamerických indiánů And, které zahrnují dnešní Peru, Bolívii, Chile, Ekvádor, severozápad  Argentiny a jižní Kolumbii. V těchto státech se používá při tradičních obřadech, např. při svatbách, pohřbech nebo oslavách narození dětí.
V roce 2021 se o tuto vlajku rozhořel spor. Podle bolivijské ústavy je sice wiphala státním symbolem, opozice ale upřednostňuje vlajku národní, protože indiánská vlajka, dle ní, reprezentuje režim socialistické strany bývalého prezidenta Eva Moralese a současné vlády jeho stranického kolegy, prezidenta Luise Arceho. Demonstraci vyvolal incident, při kterém guvernér departementu Santa Cruz (ovládaného opozicí) při místních oslavách sundal wiphalu, kterou tam krátce předtím vyvěsil bolivijský viceprezident David Choquehuanca.

Wiphala Collasuyu Poměr stran: 1:1

## Vlajky bolivijských departementů

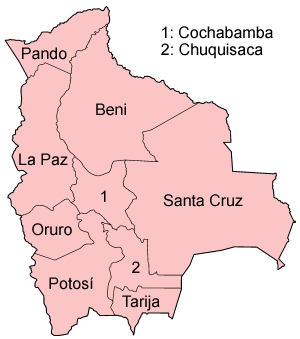
Departementy Bolívie

Bolívie je unitární stát, který se skládá z 9 departementů. Všechny mají svou vlajku. Některé vlajky mají ve správní podobě uprostřed vlajky znak departementu.

Beni Poměr stran: 15:22
Chuquisaca Poměr stran: 15:22
Cochabamba Poměr stran: 15:22
La Paz Poměr stran: 15:22
Oruro Poměr stran: 15:22
Pando Poměr stran: 15:22
Potosí Poměr stran: 15:22
Santa Cruz Poměr stran: 15:22
Tarija Poměr stran: 15:22